# Caso Magé
O Caso Magé foi um "avistamento" de luzes no céu ocorrido na noite entre os dias 12 e 13 de maio de 2020, na cidade de Magé, região metropolitana no Rio de Janeiro. Durante a madrugada, moradores da cidade gravaram vídeos mostrando luzes no céu da cidade e clarões no horizonte e compartilharam em suas redes sociais.
O caso foi considerado por fact-checkers e alguns ufólogos como falso, e as luzes foram identificadas como sendo estrelas, planetas, e satélites artificiais.

## Avistamentos
As luzes foram avistadas entre 12 e 13 de maio de 2020, sendo registradas por diversos vídeos. Testemunhas que estavam na Ilha do Governador relataram diversas luzes e um clarão. Os avistamentos tornaram-se memes por eles terem ocorrido especificamente na região de Pau Grande, e a hashtag #paugrande entrou nos trending topics do Twitter.
A prefeitura de Magé afirmou que não foi notificada do caso pelas autoridades. A Aeronáutica afirmou que não houve registros de quedas de objetos voadores no local, e o Corpo de Bombeiros e a Polícia Militar afirmaram que não registraram nenhuma ocorrência durante o avistamento. O Observatório Nacional, do Ministério da Ciência, e a Rede Brasileira de Monitoramento de Meteoros afirmaram que nenhum fenômeno estranho ocorreu na região.

## Teorias da Conspiração

### OVNI
A principal teoria da conspiração seria a de que um OVNI teria caído no distrito de Pau Grande, com alguns afirmando categoricamente que avistaram um disco voador. Uma moradora relatou que o OVNI caiu nas proximidades da fábrica da IMBEL, onde helicópteros das Forças Armadas Brasileiras teriam recolhido a alegada espaçonave acidentada. Nenhum comunicado das referidas autoridades foi relatado. Ainda, alguns relatos diziam que o Exército teria cercado o local. A prefeitura de Magé confirmou que o isolamento da área não ocorreu. A suposta imagem do helicóptero foi publicada pelo jornal Itapagipe Online, porém ela é meramente ilustrativa e trata-se de outro avistamento de OVNI ocorrido na Espanha em 2019. A suposta queda do OVNI foi relacionada a uma forte luz azul que ocorreu no local, porém a luz é típica de explosão de transformadores, apesar da Enel afirmar que não houve registros de queimas ou curto-circuito de transformadores em Pau Duro durante o evento.

### Acobertamento do Google
Também circulou um boato de que o Google Earth teria censurado imagens das coordenadas referentes ao local aonde o OVNI teria colidido, o que foi prontamente desmentido em função da atualização das imagens do aplicativo não ser realizada em tempo real. A foto utilizada na notícia falsa provavelmente é apenas o reflexo de luz em uma construção metálica.

### Falha no Jornal Nacional
Algumas pessoas relacionaram a falha na abertura do Jornal Nacional no dia 12 com as luzes em Magé.

## Explicações
Scott Brando, fact-checker responsável pelo site “UFO of Interest”, afirmou no Twitter de se tratar um evento falso. A Revista UFO relacionou a série de boatos com a cobertura feita pela televisão brasileira, onde diversos eventos corriqueiros foram relacionadas às supostas aparições. As redes sociais, como o Twitter, encheram-se de boatos e teorias da conspiração. De acordo com o ufólogo Marco Antonio Petit, as filmagens eram possivelmente avistamentos do planeta Vênus e de alguns satélites artificiais. Houve grande movimento de satélites artificiais nos dias próximos ao ocorrido. O foguete chinês Long March 5B reentrou na atmosfera e caiu no Oceano Atlântico de forma descontrolada. E, no dia 8, o estágio superior do foguete russo Zenit-3F explodiu no espaço, sendo que seus destroços caíram no Oceano Índico. Além disso, os satélites Starlink, a Estação Espacial Internacional (ISS) e o Telescópio Hubble estavam visiveis em partes do Brasil.
Outra potencial explicação para o caso, em especial os clarões, seriam possíveis testes realizados pela Fábrica Estrela da IMBEL com armamentos explosivos. A hipótese ganhou força devido ao falecimento de um dos funcionários da empresa na data em questão devido a um acidente. Os avistamentos ocorreram no aniversário de inauguração da IMBEL, e houve tiros de canhão como parte das comemorações.